# Leuctro
Leuctro o Leuctra (en griego, Λεῦκτρον o Λεῦκτρα) es el nombre de una antigua ciudad griega de Laconia y que en determinados periodos perteneció a Mesenia. 
Estrabón comenta que era una colonia de los leuctros de Beocia, que existía la tradición de que había sido fundada por Pélope y la ubicaba en el Golfo de Mesenia entre las ciudades de Étilo y Cardámila. En sus proximidades había un pequeño río llamado Pamiso (distinto de otro río Pamiso que desembocaba en Corone).
Pausanias, por su parte, la menciona como una de las ciudades de los eleuterolacones y la ubicaba a veinte estadios de Pefno y a sesenta de Cardámila. Cuenta que su nombre podría ser debido, según decían los mesenios, a un personaje de mitología griega: Leucipo, hijo de Perieres, ya que allí se veneraba a Asclepio, hijo de Arsínoe y nieto de Leucipo. De hecho, había en la ciudad una estatua de mármol de Asclepio y otra de Ino. Añade que en su acrópolis había un santuario e imagen de Atenea, y en otras partes de la ciudad  se hallaban un templo e imagen de Casandra y xoanas de Apolo Carneo así como un templo y bosque sagrado de Eros. Pausanias cuenta también que en su tiempo hubo un incendio que despejó el bosque y se halló en un lugar claro una imagen de Zeus Itomatas, lo cual era considerado por los mesenios como prueba de la ciudad perteneció antes a Mesenia.
Se localiza en una población que ha conservado el nombre de Leuctro (junto al puerto de Stoúpa), a unos 5 km de Cardámila.
También se ha debatido sobre la posibilidad de que la ubicación de Leuctro pueda corresponder al topónimo de re-u-ko-to-ro, que aparece en tablillas en lineal B y que debía ser una ciudad importante de entre las administradas por el palacio de Pilo. A este respecto, el sitio donde se ubica Leuctro parece haber sido de poca importancia durante el periodo micénico, por lo que no parece posible la identificación con re-u-ko-to-ro, si bien se ha apuntado la posibilidad de que fuera un topónimo que se hubiera trasladado de lugar en cierto momento histórico.